# Оберрайденбах
Оберрайденбах (нім. Oberreidenbach) — громада в Німеччині, розташована в землі Рейнланд-Пфальц. Входить до складу району Біркенфельд. Складова частина об'єднання громад Геррштайн.
Площа — 10,93 км2. Населення становить 604 ос. (станом на 31 грудня 2020).